# 羅布·南恩
羅布·艾倫·南恩（英語：Robb Allen Nen，1969年11月28日—）是前美國職業棒球大聯盟選手，其職業生涯大部分時間擔任救援投手。1997年，南恩隨佛羅里達馬林魚隊奪得世界大賽冠軍。他還曾效力於舊金山巨人隊和德州遊騎兵隊，三度入選全明星並參加了2002年世界大賽。2005年退役。大聯盟生涯共累積314次救援成功。

## 外部連結
- 球員資訊和成績在Baseball-Reference，Fangraphs，Baseball-Reference (Minors)（英文）